# Anastreptus scalatus
Anastreptus scalatus är en mångfotingart som först beskrevs av Karsch 1881.  Anastreptus scalatus ingår i släktet Anastreptus och familjen Spirostreptidae. Inga underarter finns listade i Catalogue of Life.